# Prime et Félicien
Prime et Félicien (morts vers 286 ou vers 303) sont deux chrétiens qui ont souffert le martyre pendant les persécutions des empereurs Maximien ou Dioclétien. Ils sont vénérés comme saints par l'Église catholique et orthodoxe et fêtés le 9 juin. 

## Hagiographie
Selon une Passio tardive et légendaire, datant du VIe siècle et reprise également par Jacques de Voragine dans sa Légende dorée, Prime et Félicien sont deux frères qui, ayant refusé de sacrifier aux idoles, sont soumis à diverses sortes de torture puis décapités. Cette hagiographie les font exécutés en 287, Prime âgé de quatre-vingt-dix ans et Félicien de quatre-vingt.
Emprisonnés à cause de leur zèle à propager la foi chrétienne, Félicien est le premier à être torturé. Le juge fait ensuite venir Prime qui lui fait croire que son frère vient de renier ses convictions pour revenir au culte romain. Avertit par intuition - ou par un ange selon la légende -, connaissant la solide foi de son frère et voulant resté solidaire au Christ, il refuse de le croire. Sur ce, ils sont jetés ensemble aux lions dans l’amphithéâtre, mais ceux-ci ne leur font aucun mal. Voyant cela, des spectateurs avec leur famille décident de se convertir à leur tour. Fort mécontente et pour en finir, l'autorité fait alors décapiter les saints.  

## Culte
Déjà le martyrologe hiéronymien (Ve siècle) rappelle leur inhumation à quinze miles de Rome sur la Via Nomentana, dans l'actuelle ville de Mentana, à Sabina. 
Le Liber Pontificalis témoigne que le pape Théodore a fait venir leurs corps à Rome, où ils ont été enterrés près d'un autel de la basilique romaine Saint-Étienne-le-Rond : une mosaïque du VIIe siècle les représente en patriciens. La translation de leur relique compte parmi les toutes premières effectuées à Rome. 
Ils sont fêtés le 9 juin. 

### Prime et Félicien d'Agen

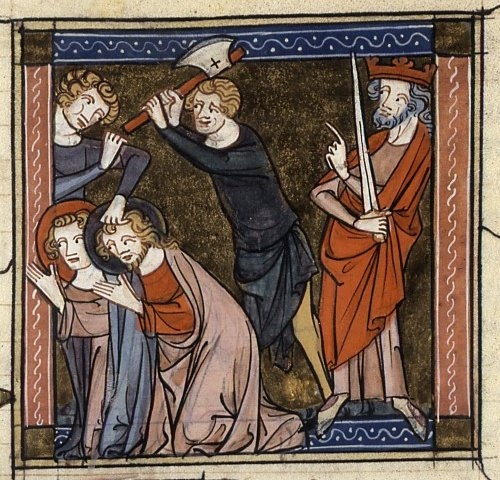
Martyre de Prime et Félicien, miniature d'un manuscrit français du XIVe siècle.

Au cours du IXe siècle, le culte de sainte Foy s'est fondu avec celui de Caprais d'Agen qui à son tour s'est fondu avec celui de Prime et Félicien, alors présentés comme les frères de Caprais, ou comme deux témoins qui se convertir sur-le-champ.   
La tradition rapporte que lors des persécutions des chrétiens par le préfet Dacien, Caprais résidait en ermite sur le coteau de l'Ermitage surplombant Agen. Du haut de la colline, il assista aux supplices de Foy et pria pour qu'elle soit  épargnée ce qui advint provisoirement jusqu'à ce qu'elle soit finalement décapitée. Il voulut réagir en contestant vivement cet acte. Il s'est ensuivi que Caprais a été condamné à mort, précédant l'exécution d'Alberte, la sœur de Foy, ou la mère de Caprais selon une autre version, et puis Prime et Félicien, ses frères ou deux convertis. Tous les quatre furent décapités.

## Dans la culture populaire

### Dictons
- A la Saint-Félicien, abeille n'a plus rien[4].